# Liste der Monuments historiques in Ancerville (Moselle)
Die Liste der Monuments historiques in Ancerville führt die Monuments historiques in der französischen Gemeinde Ancerville auf.

## Liste der Bauwerke
| Bezeichnung          | Beschreibung   | Standort              | Kennzeichnung | Schutzstatus | Datum | Bild           |
| -------------------- | -------------- | --------------------- | ------------- | ------------ | ----- | -------------- |
| Château d’Ancerville | Niederungsburg | Rue du Château (Lage) | PA00106719    | Inscrit      | 1988  | weitere Bilder |